# Oda Nobunaga
Oda Nobunaga (japánul: 織田 信長) (Nagoja, 1534. június 23. – Kiotó, 1582. június 21.) a japán történelem szengoku-korszakának (hadakozó fejedelemségek kora) egyik legjelentősebb daimjója, „Japán nagy egyesítője”. Oda Nobuhide második fiaként született, édesapja sugo (katonai kormányzó) volt, családja, amely a legkisebb daimjófamíliák közé tartozott, viszonylag jelentéktelen méretű földterületekkel rendelkezett Ovari tartományban. Nobunaga egész életét véget nem érő háborúskodással töltötte és élete végére Japán jelentős részét meghódította. Már egészen fiatalon azt vette a fejébe, hogy egyesíti a több száz egymástól független daimjó által uralt országot. Zseniális hadvezetési képességekkel rendelkezett, néhány ezer emberrel képes volt több tízezres seregek megfutamítására nyílt terepen. Kellően kegyetlen volt ahhoz, hogy ellenfelei és követői egyaránt féljék nevét, ugyanakkor az adakozásban és jóindulatban sem akadt párja, ha emberei hűségének honorálásáról volt szó vagy éppen politikai érdekei úgy kívánták. Kulturális és gazdasági reformjai elindították Japán fejlődését, felvilágosultsága, nyílt gondolkodása a katonai ügyektől a kultúráig mindent érintett. Halálához árulás vezetett: egyik legnagyobb hatalmú hűbérese, Akecsi Micuhide csalta csapdába a Honnódzsi-összeesküvés során. Micuhide azonban nem érte el, amit kívánt, ugyanis Nobunaga utóda az a Tojotomi Hidejosi lett, aki villámgyorsan megbosszulta az összeesküvést és akinek mestere munkásságára alapozva mindössze másfél év alatt sikerült uralma alá hajtania egész Japánt és ezzel lényegében véget vetnie a hadakozó fejedelemségek korának.

## Élete
1534. június 23-án született Nagoja kastélyában és gyermekkorában a Kippósi (吉法師) nevet viselte. Apja Oda Nobuhide, anyja Cucsida Gozen, apja felesége volt, ő volt az első közös gyermek. Fiatalkorában kicsapongó életvitele miatt sokan az Ovari no óucuke (尾張の大うつけ, ’Ovari bolondja’) gúnynévvel illették. Ismert volt a Japánba csak nemrég bekerült tűzfegyverek iránti érdeklődéséről és arról is, hogy származása ellenére szívesen barátkozott a társadalmi ranglétra bármely fokán álló kortársával.

### Ovari egyesítése
1551-ben apja váratlanul meghalt. A temetés alatt Nobunaga felháborítóan beszélt, a füstölőket az oltárhoz vágta. Ez a tett sok Oda-vazallust idegenített el, meggyőzte őket Nobunaga kiszámíthatatlanságáról és fegyelmezetlenségéről. Ezután a család tagjai elfordultak tőle, inkább szelídebb és jobb modorú testvére, Oda Nobujuki mellé álltak. Hirate Maszahide, Nobunaga mestere és egyik hű vezére a szégyenteljes eset után szeppukut követett el. Ez akkora hatással volt Nobunagára, hogy később építtetett egy templomot Maszahide tiszteletére.
Bár Nobunaga Nobuhide törvényes utóda volt, az Oda család működését a frakciókra tagozódás nehezítette. A család tartományi szinten jelentős befolyással rendelkezett, hiszen uralma alatt tartotta Ovari tartomány sugóját, Siba Josimunét. Nobunaga nagybátyja, Oda Nobutomo, Kijoszu ura, a sugo helyettese gyakorolta a valódi hatalmat, aki unokaöccse vagyonára áhítozott, ezért ellene fordult. Tudomást szerzett ura azon szándékáról, hogy vele szemben Nonubagát támogatná, ezért meggyilkoltatta.

Az Oda-család jelképe

Hogy megnövelje a hatalmát, Nobunaga rábeszélte Oda Nobumicut, Nobuhide egy másik testvérét, hogy csatlakozzon csapataival és döntsék meg Nobutomo hatalmát. A győzelem után Nobunaga megtette a Kijoszu-kastélyt székhelyévé és több mint tíz évig onnan szervezte birtokait. Siba Josikane követte apját, Josimunét a sugoi tisztségben. Eközben Nobunaga szövetségre lépett a Szuruga tartomány Imagava családjának és Mikava tartományi Kira családjának gyengülő sugojával. Továbbá a szövetség azzal az előnnyel járt, hogy az Imagavák felhagytak Ovari határainak támadásával.
Bár Nobujuki és a támogatói még mindig szabadlábon voltak, Nobunaga úgy döntött, seregeket küld Mino tartományba, Szaitó Dószan segítségére, miután fia Szaitó Jositacu ellene fordult. A hadjárat megbukott, miután Dószant megölték és Yositacu 1556-ban Mino új uralkodója lett.
Néhány hónappal később Nobujuki, Sibata Kacuie és Hajasi Hideszada támogatásával fellázadt Nobunaga ellen. A három összeesküvőt legyőzték az Inói csatában. Ám Cucsida Gozen[forrás?], Nobunaga és Nobujuki szülőanyjának közbenjárására megbocsátottak a lázadóknak. A következő évre Nobujuki újabb lázadást eszelt ki Nobunaga ellen. Amikor Sibata Kacuie informálta erről Nobunagat, az betegséget színlelt, hogy közelebb kerüljön Nobujuki-hoz és a Kijoszu kastély falai közt legyilkolta.
1559-ig családon belül és egész Ovari szerte, leszámolt ellenségeivel. Hogy más daimjókkal szövetségre lépjen Nobunaga, Siba Josikane nevével takarózott. Mikor ezt Josikane megtudta, szövetségre lépett a Kira és Imagava családokkal, hogy kiűzze Nobunagát és helyreállítsa a Siba család birtokait. Nobunaga végül elűzte és további szövetségeket alakított a Siba család nevében.

### Az okehazamai csata
1560-ban Imagava Josimoto összegyűjtött egy huszonötezer fős sereget, amit elindított Kiotó felé a törékeny Asikaga-sógunátus megsegítésére. A Mikava tartományi Macudaira család szintén csatlakozott a Josimoto erőkhöz. Ehhez képest az Oda család mindössze 1800 fős sereget tudott felsorakoztatni, amit még a határ menti erődökben fel is kellett osztani. A szörnyű körülmények közt Nobunaga bejelentette, hogy végrehajtja a kedvenc Acumori táncát, előtte néhány kísérőjével ellovagol valamelyik szent helyre imádkozni.

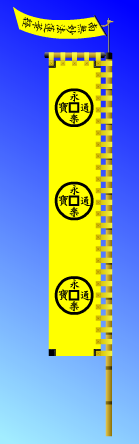
Nobunaga zászlaja

Az Oda család tábornokai nem hitték, hogy a háborút megnyerhetik. A csata előtti éjszakán Sibata Kacuie megpróbálta lebeszélni Oda Nobunaga-t a frontális támadásról, emlékeztetve Nobunagát a közös hadseregre, a munkaerőben tátongó hatalmas hiányra és az Imagava seregek negyvenezer fős létszámáról szóló hírekre. Hajasi Szado no Kami Hideszada, Nobuhide idejéből megmaradt tanácsadó is vitába szállt a feladásért, hasonló véleményeket hangoztatva mint Sibata. A család krónikása szerint ezen az éjjelen Nobunaga a következőket ordította:

"Imagava negyvenezer ember élén masírozik felénk? Én nem hiszem el ezt. Csak huszonötezres serege van. Igen, ez is rengeteg. Szóval Szado, azt kívánod tőlem, hogy adjam meg magam. De mi van, ha megadjuk magunkat? Elégedett leszel, ha majd vesztesként egész életedben cipelned kell ezt a terhet? Vagy mi van, ha várunk addig, amíg Kacuie is engem akar? Mi van, ha várunk, ebben a kastélyban, bezárkózva, amíg Imagava kiéhezve le nem állítja seregeit és haza nem kullog? Képesek vagyunk 5-10 nappal tovább kihúzni náluk és amit nem tudunk megvédeni, az úgyis menthetetlen. Mi most tényleg a gödör alján vagyunk, tudod. S most a sorsunk érdekes. De ez az, hogy látom azt, hogy ez csupán egy életben lévő élet. Nem engedhetem meg magamnak, hogy ezt elveszítsem. Inkább akarod tölteni az egész életedet azzal, hogy az életedért imádkozol? Abban az elrendeltetésben születtünk, hogy meghaljunk! Aki velem van, eljön holnap reggel a csatatérre. Bárki, aki nincs mellettem, akárhol legyen is, láthatja majd győzelmemet!"

Nobunagának igaza volt, Josimoto szándékosan szivárogtatott ki eltúlzott számú információkat serege létszámáról, hogy ráijesszen az Oda családra. A Imagava család írnoka megírta a középkori csatáknál szokásos eltúlzott számokat.
Nobunaga kémjei jelentették, hogy Josimoto pihenteti seregeit egy Dengaku-hazama nevű helyen, az Okehazama nevű kis falu közelében. Ezt a vidéket Nobunaga nagyon jól ismerte. Dengaku-hazama egy keskeny szurdok volt, ami tökéletes helyet biztosított egy váratlan támadásnak, ha a körülmények megfelelőek. A kémek hozzátették, hogy a hadsereg itallal és étellel ünnepelte a győzelmet, míg Josimoto megnézte a leszelt fejeket. Így hát Nobunaga, Imagava tábora közelében felállította csapatait. Rengeteg zászlóból, maradék sisakokból, és szalmából készült álsereggel tartották fenn a látszatot, amíg az igazi Oda erők egy gyors menettel, Josimotoék sarkába kerültek. A szerencse és az időjárás is Nobunaga oldalára állt, a déli fojtogató meleget, felváltotta egy rettentő égi vihar. Amíg az eső megóvta őket, Nobunaga felvonultatta csapatait, majd amint alább állt, elkezdték a támadást a szurdokba szorult ellenségre. Olyan hirtelen volt a támadás, hogy Josimoto először az emberei közti civakodásnak hitte. Azonban rá kellett jönnie, hogy ez egy támadás amikor két szamuráj rárontott. Az első dárdacsapást elhárította a kardjával, a második azonban fejét szelte Imagavának. Valószínűleg e csata során tűnt föl Nobunagának elsőként a szandálhordozó Tojotomi Hidejosi tehetsége.
Miközben az Imagava család rohamosan gyengült, elvesztette uralmát a Macudaira család felett. 1561-ben Nobunaga és Macudaira Motojaszu (később Tokugava Iejaszu) szövetségre lépett, tekintet nélkül a két család közti több évtizedes ellentétekre.

### Tenka Fubu
A minoi Szaitó Jositacu 1561-ben betegség következtében váratlanul meghalt és fia Szaitó Tacuoki lépett a helyébe. Tacuoki mindazonáltal még túl fiatal volt és sokkal hatástalanabb uralkodónak, stratégának és katonai vezetőnek bizonyult, apjával és nagyapjával összemérve. A helyzetet kihasználva Nobunaga áttette székhelyét Komaki kastélyába és elindította hadjáratát Minóba. Szaitót elhagyták a csatlósai inkompetenssége és bolondsága miatt. Nobunaga jelentősen meggyengítette a Szaitó családot, végül felszerelkezett egy végső csatára 1567-re. Inabajama kastélynál elfogta és száműzetésbe küldte Tacuokit.
Miután Nobunaga birtokba vette a kastélyt, megváltoztatta annak és a körülötte lévő városnak is a nevét Gifu-re. Nobunaga, gifui tartózkodásának maradványait őrzi ma a Gifu Park. Gifu-t a legendás kínai Qi hegyről (岐山 Qi Mandarin nyelv-ben) nevezte el, ahonnét a Zó dinasztia indult. Ekkor támadt fel benne az elhatározás egész Japán meghódítására. Elkezdett használni egy új pecsétet, amit Tenka Fubu-nek (天下布武) hívtak. Ami annyit tesz, "Kardja mindent eltakar az Ég alatt". ("a menny alatti"). 1564-ben Nobunaga nővére Oicsi, a déli Ómi tartományban tartózkodott, hogy hozzámenjen annak daimjójához, Azai Nagamaszához. A frigy segített később Nobunagának kiköveztetni a Kiotóba vezető utat.
1568-ban Asikaga Josiaki elment Gifuba és megkérdezte Nobunagát, elindítanak-e egy hadjáratot Kiotóba. Josiaki az Asikaga család meggyilkolt tizenharmadik sógunjának Jositerunek volt a testvére és égett a bosszúvágytól, hogy megölje a gyilkosokat akik egy báb sógunt Asikage Josihidét rakták bátyja helyére. Nobunaga beleegyezett, hogy segít Josiakinak az új sógunná válnia és kapzsiságának megfelelő alkalom volt Kiotóba való behatolása, így elindították hadjáratukat. Mindazonáltal a déli Ómi tartomány, Rokkaku családja akadálynak bizonyult. A vezér Rokkaku Josikata által a család megtagadta, hogy sógunnak ismerjék el Josiakit és készen álltak, hogy megvívják a háborút. Válaszul Nobunaga indított egy gyors támadást amivel kiűzte a Rokkakukat a váraikból.
Rövid időn belül elértek Kiotóba és Nobunaga kiűzte a Mijosi családot a városból. Josiakit tették meg az Asikaga család 15. sógunának. Nobunaga visszautasította a kanrei posztot, inkább elkezdte korlátozni a sógun erőit és szándékában állt azt bábuként használni, hogy tiszta útja legyen a jövőbeli hódításaihoz. Josiaki azonban nem volt kiegyezve a bábu szerepével és titokban, különböző daimjókkal létrehozott egy Nobunaga-ellenes szövetséget.

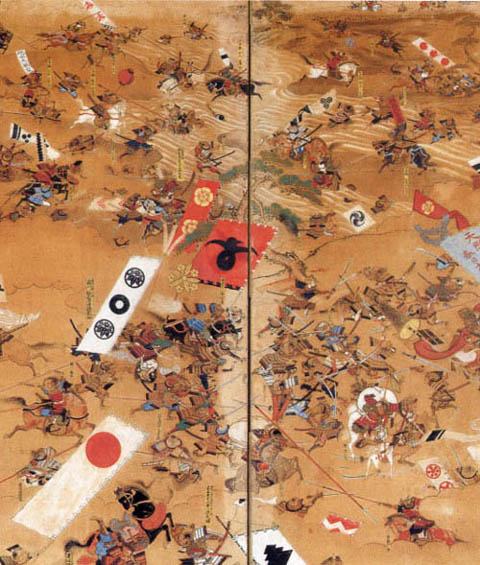
Az anegavai csata

Az Aszakura család különösen megvető volt az Odák hatalmi terjeszkedései láttán, ugyanis történelmileg az Aszakurák alárendeltjei voltak. Bár Aszakura Josikage védte Asikaga Josiakit, de nem volt hajlandó Kiotóba menetelni. Így az Aszakura család szintén megvetette Nobunagát sikerei többségéért.
Mikor Nobunaga elindította hadjáratát az Aszakura család tartományába, Azai Nagamasza, Oicsi férje, felbontotta szövetségét az Odákkal, a több generációs Azai-Aszakura szövetség iránti tiszteletéből. Az Ikkó lázadók segítségével a Nobunaga-ellenes szövetség teljes erővel sújthatott le, ami erős veszteségeket okozott az Odáknak. Az anegavai csatában, Tokugava Iejaszu és Nobunaga összefogtak és egyesített erővel legyőzték az Aszakura és Azai családok szövetséges csapatait. Összesen több mint tíz évig harcolt közvetve és közvetlenül az ikkó ikki szekta ellen.
Nobunaga még a buddhisták ellen is háborúzott, amikor azok felfegyverkeztek és nem akartak engedelmeskedni neki. Régóta szálka voltak Nobunaga szemében a Hiei hegy Enrjakudzsi kolostorának tendai iskolához tartozó szóhei-ei (harcos szerzetesek), akik segítették a Nobunaga-ellenes ligát és az Aszakura-Azai szövetséget. Ezért is különösen közel tette főhadiszállását Kiotóhoz. 1571-ben megtámadta az Enrjakudzsit és porig égette, a történtek alatt mint egy 3000-4000 férfi, asszony és gyermek vesztette életét.
Az évek alatt Nobunaga megszilárdította pozícióját, brutalitásával eltiporta és meghódította ellenségeit. Nagasimánál óriási veszteségeket szenvedett el az ikkó ikki ellenállástól, amelyet a Nobunaga-ellenes szövetség hatalmi központja, az Isijama Hongandzsi templom vezetett. Mikor Nobunaga körülvette az ellenség erődítményét és tüzet nyitott, több mint 10 000 civilt mészároltak le, köztük asszonyokat és gyerekeket.
A Nobunaga-ellenes szövetség legerősebb urainak egyike, az Oda családdal békét és névleges szövetséget tartó Takeda Singen volt. 1572-ben, a sógun ösztönzésére, Singen úgy határozott, hogy a tőkéért hadjáratot indít, Tokugava területeivel kezdődően. Megalakult a nyugati front, Nobunaga segélyt küldött Iejaszunak, aki vereséget szenvedett az 1573-as Mikatagaharai csatában. 1573-ban, a csata után, miután a Takeda erők visszavonultak, Singen meghalt betegségben. Ez Nobunaga segítségére volt, hiszen így teljesen Josiakira tudott koncentrálni, aki nem is egyszer nyíltan ellenségeskedett, az udvar közbeavatkozásának ellenére. Nobunaga képes volt legyűrni Josiaki gyenge erőit és száműzetésbe küldte, majd ugyanabban az évben véget vetett az Asikaga sógunátusnak.

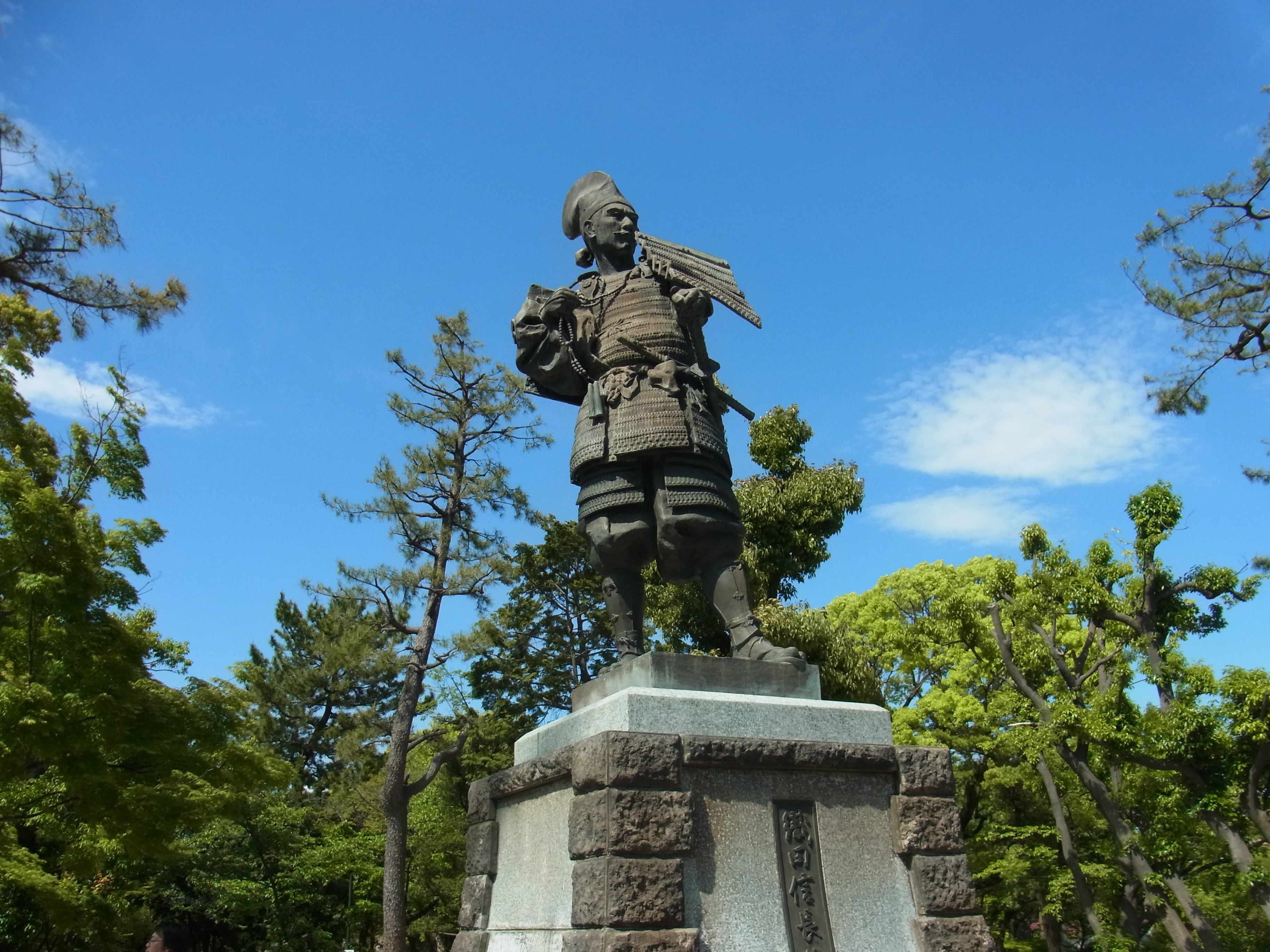
Nobunaga szobra

1573-ban megsemmisítette az Azai és Aszakura családokat, és Nobunaga arra utasította Azai Nagamaszát, hogy küldje vissza Oicsit és kövessen el öngyilkosságot. Nagasima 1574-es elpusztításával, az egyetlen fenyegetést már csak a Takeda család jelentette, amit most Takeda Kacujori vezetett.
A nagasinoi csatában, Nobunaga és Tokugava egyesített erővel sújtottak le a Takeda családra, ahol remek stratégiával alkalmazták a szakállas puskát. Nobunaga, hogy a puskák lassú újratöltési idejét áthidalja, három sort állított fel lövészekből és miután az első sor tüzelt, lebukott, hogy a következő sor is tüzet nyisson amíg ők újratöltenek. A golyók képesek voltak átütni Takeda lovasságának páncéljain, ami zavart keltettek köztük, visszaszorította és megölte őket. Innen Nobunaga folytatta terjeszkedéseit és Sibata Kacuie-t és Maeda Tosiie-t északra, Akecsi Micuhidét pedig Tamba tartományba küldte.
Mivel az Isijama Hongandzsi ostroma Oszakában kevés haladást mutatott, de a Csúgoku régió Móri családja, a tengeren megtörte a tengeri blokádot és elindította az ellátmányokat egy megerősített tengeri erődítménybe, végül 1577-ben Hasiba Hidejosinak (később Tojotomi Hidejosi) megparancsolták, hogy terjeszkedjen nyugaton és nézzen szembe a Mórikkal.
Ueszugi Kensin, akiről azt mondták, hogy Takeda Singen elhalálozása óta ő a legnagyobb tábornoka a Nobunaga-ellenes szövetségnek. Meghódította a szomszédos erőket, majd a két oldal összeütközött a tedorigavai csatában, ami döntő erejű Ueszugi győzelemmel ért véget. Ekkor érkezett el az idő, amikor Ueszugi megkezdte az előkészületeket Kiotóba vonulásához.
A veresége miatt Nobunaga, Noto, Kaga és Eccsú tartományi terjeszkedései stagnáltak egy időre. De Kensin, aki a csata után képes lett volna egy döntő csapást mérni, az esetleges támadás előtt meghalt agyvérzésben. Későbbi tanulmányok szerint ez az előkészület nem közvetlen Nobunaga ellen, hanem Kantó területére irányult, ahová aztán Kensin halála és a zavarok után Nobunaga ismét elindította hadjáratát.
A nagyszámú majorság és templomi birtok megkaparintása után kiterjesztette hatalmát a szamurájokra és a gazdagabb parasztokra is azáltal, hogy rájuk bízta az újonnan szerzett javakat. Így szilárd politikai és gazdasági hatalomra tett szert, amelyet csak tovább növelt a buddhista templomok hagyományos befolyásának korlátozásával.
Mihelyt megvetette a lábát Kiotóban, védelmébe vette a jezsuita misszionáriusokat, segítséget adott egy templom megépítéséhez a fővárosban és egy papneveldééhez Azucsiban. Nemcsak az európai kultúra iránti érdeklődése vezette erre, hanem az is, hogy a kereszténység bátorításában látta a lehetőségét annak, hogy tovább gyöngítse a buddhista templomok befolyását. Maga Nobunaga nem volt hívő, a kereszténységgel szemben tanúsított magatartása pusztán politikai okokkal magyarázható.
Nobunaga 1580-ban megadásra kényszerítette Isijama Hongan-dzsit és megsemmisítette a Takeda családot 1582-re. Nobunaga hatalma a csúcson volt és inváziókat készült indítani Ecsigo tartományba és Sikokuba.

### Halála
1582-ben a korábbi szandálhordó Hasiba Hidejosi, lerohanta Biccsú prefektúrát és ostrom alá vette a Takamacu kastélyt. A vár létfontosságú volt a Móri család szempontjából, amint elvesztik védtelenné válnak. Móri Terumoto a kastély megsegítésére sietett és seregeivel kétoldalt leállomásozott. Hasiba erősítést kért Nobunaga-tól.
Gyakran volt vitatott, hogy Hidejosinak nem volt igazán szükségessége erősítésre és egyéb okokból kérte Nobunaga segítségét. Néhányan, Hidejosi utálói és irigyei úgy vélték, ez a feltörekvő paraszt, csak azért lett Nobunaga legfelsőbb tábornoka, mert elé vitte Takamacut, megalázkodni az Oda hűbéresek előtt.
Nobunaga elküldte Niva Nagahidét, hogy ostromolja Sikokut és Akecsi Micuhidét, hogy asszisztáljon Hidejosinak. Útban Csúgokuba, Nobunaga megállt a kiotói Honnó-dzsi templomnál. Lévén, legnagyobb befolyású birtoka közepén tartózkodott, nem számított egy esetleges támadásra, így csupán néhány személyes szolga és pár testőr képezte a védelmét összesen.
Azonban Micuhide hirtelen puccsot hajtott végre és körülvette Honnó-dzsit, Nobunagát harcra kényszerítve. Azonban az Oda család vezére elvesztette a csatát és Micuhide szeppukura kényszerítette. Ugyanakkor vele tartott, szeppuku elkövetésével, fiatal rajongója Mori Ranmaru, aki sok éven keresztül hűségesen szolgálta őt és halálakor is még csak tinédzser volt. Ranmaru hűségét és odaadását széles körben elismerték. Ezután Akecsi megtámadta a Nidzsó kastélyt.
Csupán tizenegy nappal a Honnó-dzsi puccs után, Hidejosi megölte Micuhidét a Jamazaki-csatában és végül elfoglalta helyét, Nobunaga hagyatékának jogos örököseként.

## Nobunaga, Hidejosi és Iejaszu
Tojotomi Hidejosi, aki 1590-ben egyesítette Japánt és Tokugava Iejaszu, aki 1603-ban megalapította a Tokugava sógunátust, voltak Nobunaga hűséges követői. Ketten hatalmas ajándékban részesültek Nobunaga pályafutása révén, ami elindította őket útjukon egy egységes Japán létrehozásában. Van is erről egy mondás: "Az újraegyesítés egy rízssütemény. Oda készítette. Hasiba formálta. A végén Iejaszu ízesítette." (Hasiba az a vezetéknév, amit Tojotomi Hidejosi használt, amíg Nobunaga követője volt.)
Hidejosi névtelen parasztként nevelkedett, majd Nobunaga egyik legfelső tábornokává vált. Amikor 1586-ban nagy miniszter lett, új törvény hozott létre, amivel kodifikálta a szamurájkasztot, állandóvá és öröklődővé téve azt. A fegyverhordozók, nem szamuráj harcosok és egyszerű polgárok szamurájjá válását tiltotta be, és ezzel megszilárdította Japánnak azt a társadalmi mozgékonyságát, ami annak előtte az ő javait szolgálta. Ezek a megszorítások az Edó sógunátus végéig tartottak, amikor is a Meidzsi-restauráció változtatott a helyzeten. Hidejosi, Nobunaga jogos örököseként bizonyított, hogy ura halála után egy hónappal leszámolt Akecsi Mitsuhidével.
Fontos megjegyezni, hogy szamuráj és nem szamuráj között leginkább a 16. században mosódott el a határ, a Hidejosi szabályozások előtt bármilyen társadalmi osztályban lévő emberek (akár kis parasztok is), legalább egy katonai szervezethez tartoztak és hadba foghatók voltak. Úgy tartják a "mindenki mindenki ellen" helyzet egy évszázadon keresztül tartott. Azonban az engedélyezett szamurájcsaládok a 17. század után azok voltak, akik követték Nobunagát, Hidejosit és Iejaszut. A nagy csaták a változások és rezsimek közti idő alatt folytak, a legyőzőtt szamurájok egy részét megsemmisítették, róninná váltak vagy benyelte őket a társadalom.
Iejaszu, az Oda család túszaként megosztotta a gyerekkorát Nobunagával. Bár sok harc dúlt Iejaszu és az Oda családok közt, Tokugava végül csatlakozott Nobunagához és egyik legerősebb szövetségesévé vált.

## Politika
Katonailag Nobunaga forradalmi látásmódja nem csak a Japán harcászati módszereit befolyásolta, de a kor világának egyik legmodernebb erőit használta. Fejlesztette, megvalósította és terjesztette a hosszú pikák, lőfegyverek, fregattok és a kor tömegharcainak megfelelő várerődítmények használatát. Nobunaga létrehozott egy speciális harcos kasztrendszert, kinevezte alattvalóit és a képességeiknek megfelelő pozícióba rakta őket, aminek semmi köze sem volt névhez, ranghoz, családi kapcsolathoz, vagy múlthoz. Az alattvalók, kiosztott földeiket, nem méretük, hanem rizstermő képességük alapján kapták meg. Nobunaga szervezeti rendszerét, később szövetségese Tokugava Iejaszu használta és továbbfejlesztette, amikor megalakította a Tokugava sógunátust Edóban.

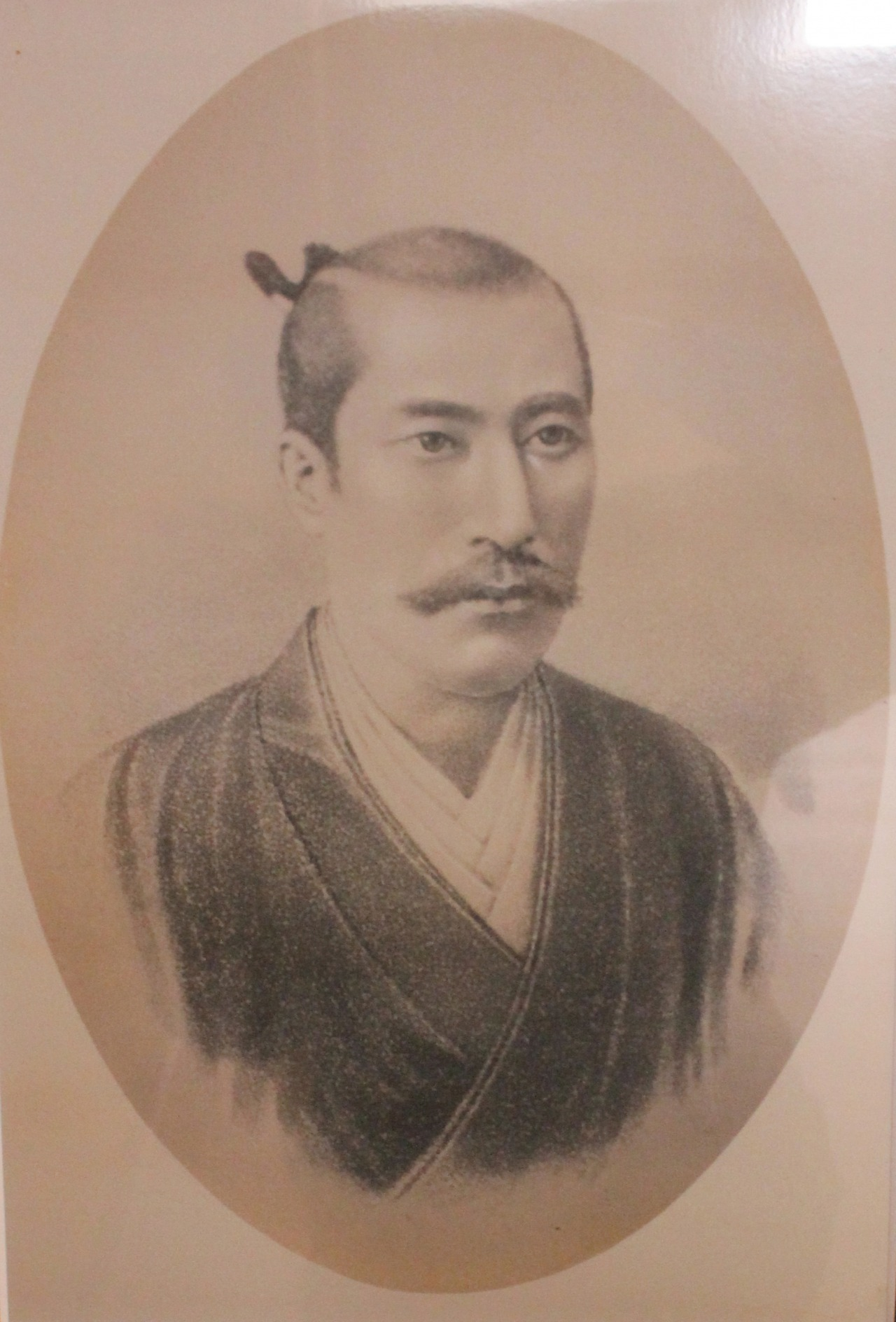
Felvétel egy Nobunagának beöltözött férfiról a Szengoku-periódusból

Nobunaga uralma és fényessége nem korlátozódott a csataterekre, mivel remek üzletember is volt és értett a mikroökonómia és makroökonómia alapjaihoz. Először modernizálta a gazdaságot, a mezőgazdasági alapról a gyártásra és szolgáltatóalapra szakosodott városokat fejlesztett, amik a helyi gazdálkodás központjaként és alapjaként szolgáltak. Utakat csináltak, tartományon belül a várak közt, ami nem csak a kereskedelmet, de a hadseregek gyorsan nagy távolságokra történő mozgatását is megkönnyítette. Nemzetközi kereskedelmet kiterjesztett. Kínán és a Koreai-félszigeten túl, nanban (déli barbár) kereskedelmet kezdett Európával, Fülöp-szigetekkel, Thaifölddel és Indonéziával.
Nobunaga továbbá bevezettette a rakuicsi rakuza (楽市楽座) politikát, hogy serkentse az üzleti életet és a teljes gazdaság használja a szabadpiac rendszerét. Ezzel a politikával korlátozta és tiltotta a monopóliumot, megszüntette és kizárta a kiváltságos uniókat, céheket és társaságokat, amiket károsnak látott a megfelelő gazdaság működésében. Az eredeti kiáltványainak másolatát ma is megtaláljuk a Gifu városi Entoku-dzsiban. Adómentességet és az ügyben törvényeket hozott, hogy megszüntesse a kölcsönöket és adósságokat, korlátozva azok elszaporodását.
Ahogy Nobunaga meghódította Japánt és nagy gazdagságot halmozott fel, önzetlen módon támogatta azokat a művészeteket, amik mindig érdeklődést keltettek benne, ami fokozatosan egyre grandiózusabb méreteket öltött és hatalma, presztízse kifejezőjévé vált. Kiterjedt kerteket és kastélyokat építtetett, melyek maguk is nagy műalkotások voltak. A Biva-tó partján álló Azucsi kastélyt tartják a Japán történelem legszebb várának, amit kívülről bearanyoztak és szobrokkal díszítették. Belülről pedig állóképek, tolóajtók, falak és mennyezeti festmények dicsérik Kanó Eitoku festőművész keze munkáját. Ez idő tájt, Nobunaganak, az a Japán teaszertartás volt a módszere az üzleti és politikai témák megbeszélésére, amit a tea mester Szen no Rikjú fejlesztett ki és Nobunaga maga erősen népszerűsített. Ekkor kezdte el törekvéseit a modern kabuki, ami végül az Edo-kor elejére fejlődött ki teljesen.
Továbbá Nobunagát nagyon érdekelte az európai kultúra, ami még mindig nagyon új volt Japánban. Gyűjtötte a nyugati művészetet, továbbá páncélokat és fegyvereket is. Úgy vélik róla, az írott történelemben az első ember aki hordott európai ruhát. A szárnyai alá vette Japánban a jezsuita misszionáriusokat és támogatta őket az első keresztény templom megépítésében Kiotóban 1576-ban, ámbár ő sosem vette fel a kereszténységet.
Nobunagára a Szengoku időszak egyik legbrutálisabb alakjaként emlékeznek Japánban. De valójában abban a korban nem számítottak kiemelkedően brutálisnak a tettei. A Szengoku periódus három legnagyobb vezére közül ő volt az első. Ezek az ikonok Oda Nobunaga, Tojotomi Hidejosi és Tokugava Iejaszu voltak. Nobunaga bőven rajta volt már Japán egyesítésének útján, sőt mondhatni már a kapuban állt, mikor egyik tábornoka Akecsi Micuhide, szeppukura kényszerítette a kiotói, Honnó-dzsi templomban. Akecsi hozzáfogott, hogy önkényesen magát tegye meg Nobunaga örökösének, amikor gyorsan Nobunaga egy másik vezére, Tojotomi Hidejosi leszámolt vele.

## Rokonsága, magánélete

A pillangó Ageha-csó (揚羽蝶), a Taira család jelképe

Az Odák a Fudzsivarák illetve a Taira család leszármazottai voltak.
Nobunaga házasságát politikai okokból kötötte, gyermekeit elsősorban érdekből nemzette, ettől függetlenül kiemelt figyelmet szentelt nekik és jó nevelést biztosított a számukra.

### Családja
Nobunaga volt az első törvényes fia Oda Nobuhidének, Ovari tartomány urának.
Testvérei:
- Oda Nobuhiro (törvénytelen báty)
- Oda Nobujuki
- Oda Nobukane
- Oda Nobuharu
- Oda Nobutoki
- Oda Nobuoki
- Oda Hidetaka
- Oda Hidenari
- Oda Nobuteru
- Oda Nagamaszu
- Oda Nagatosi

### Gyermekei
Felesége Nóhimét, Szaitó Dószan leánya volt, házassága azonban gyermektelen maradt. Ágyasaitól, Kicunótól és Szakától azonban számos gyermeke született. Legidősebb fiát, Nobutadát Kicuno szülte. Nobutada fia, Oda Hidenobu lett az Oda család feje apja és nagyapja halála után.
Fiai
- Oda Nobutada (1557 - 1582)
- Oda Nobukacu (1558 - 1630)
- Oda Nobutaka (1558 - 1583)
- Hasiba Hidekacu (1567 - 1585)
- Oda Kacunaga (? - 1582)
- Oda Nobuhide II. (1571 - 1596)
- Oda Nobutaka (1576 - 1602)
- Oda Nobujosi (1573 - 1615)
- Oda Nobuszada (1574 - 1624)
- Oda Nobujosi (? - 1609)
- Oda Nagacugu (? - 1600)
- Oda Nobumasza (1554 - 1647, törvénytelen gyermek)

Leányai
- Tokuhime (1559 - 1636), Macudaira Nobujaszu felesége
- Fujuhime (1561 - 1641), Gamó Udzsiszato felesége
- Hideko (? - 1632), Cucui Szadacugu felesége
- Eihime (1574 - 1623), Maeda Toshinaga felesége
- Hóon'in, Niva Nagasige felesége
- Szannomarudono (? - 1603), Tojotomi Hidejosi ágyasa, Nidzsó Akizane felesége
- Curuhime, Nakagava Hidemasza felesége

### Egyéb rokonai

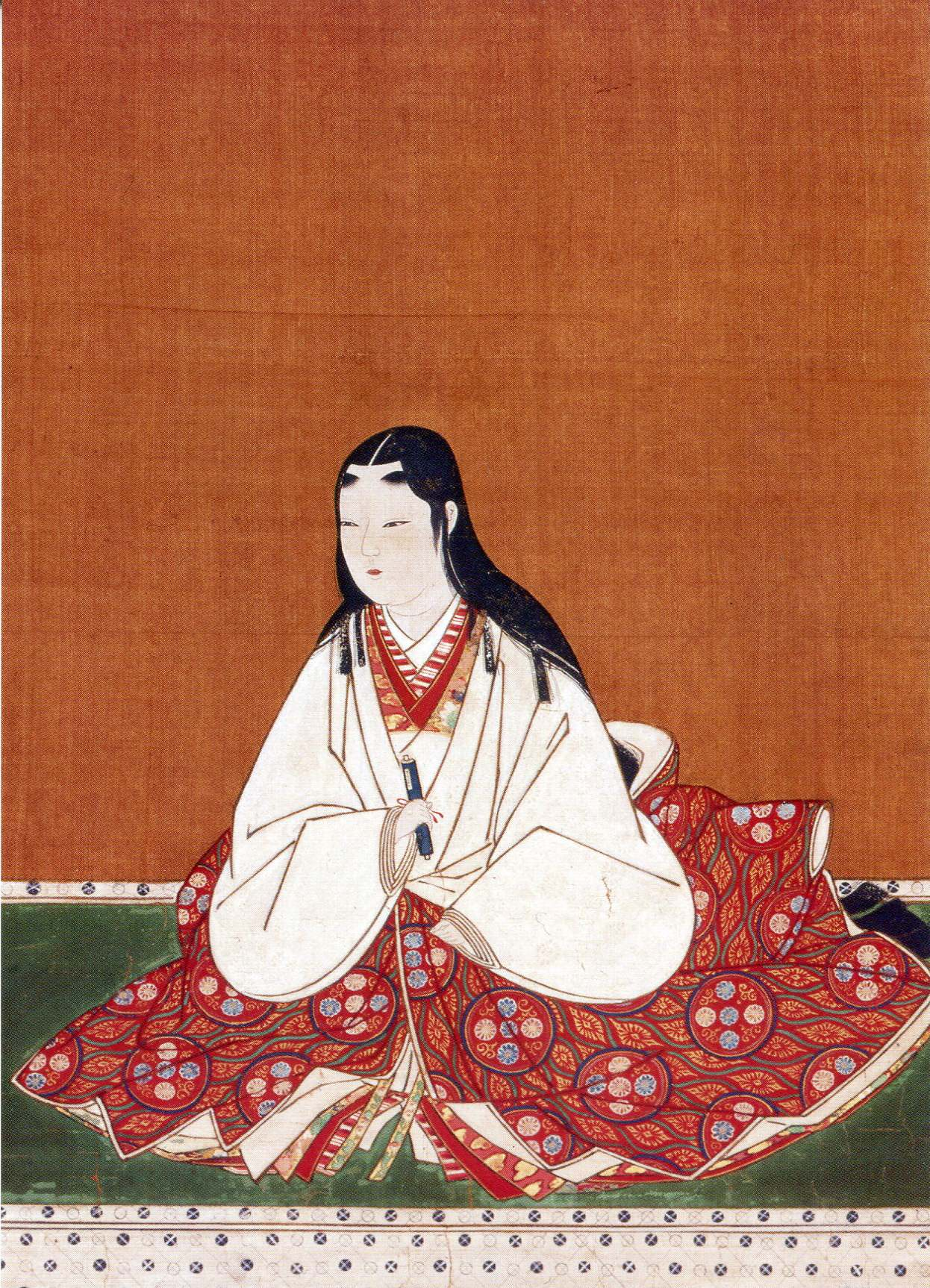
Oicsi

Nobunaga húgai közül az egyik, Oicsi, három lányt hozott világra. Nobunaga mindhárom unokahúga fontos történelmi alakokkal házasodott össze. Csacsa (Jodo úrnőként is ismert) a legidősebb, Tojotomi Hidejosi felesége lett. O-Hacu, Kjogoku Takacuguval házasodott össze. O-gó a legfiatalabb, a sógun, Tokugawa Hidetadához ment hozzá. (O-gó lánya Szenhime, az unokatestvérének, Tojotomi Hidejorinak, Jodo úrnő fiának lett a felesége)
Unokaöccse Cuda Nobuzumi, Nobujuki fia, beházasodott Akecsi Micuhide családjába, bár Micuhide volt Nobunaga halálának oka a Honnó-dzsi incidensnél.

### Kései leszármazottai
Oda Nobunari a japán műkorcsolya versenyző 17. közvetlen leszármazottja Nobunaganak. A japán exszerzetes híresség Oda Mudó, a Szengoku periódus beli hadvezértől származtatja magát, ám állítását nem igazolták.

## Emlékezete
- Nobunaga karaktere gyakran felbukkan videójátékokban (Szengoku Basara vagy Samurai Warriors), mangákban és animékben (InuYasha, Samurai Deeper Kyo). Ezekben az alkotásokban rendszerint egy vérszomjas gazembernek ábrázolják, bár a Samurai Warriors különböző szériáiban vannak eltérések. Egy másik videójáték a Kessen III esetében viszont, meglepően pozitív színben tüntetik fel. Az Oda Nobuna no jabó sorozat alternatív történelmében pedig lányként jelenik meg.
- Nobunaga központi karaktere Josikava Eidzsi történelmi regényének a Taiko ki-nek. Cudzsi Kunio történelmi írása, a The Signore: Shogun of the Warring States a hadvezér életét mutatja be. James Clavell, Sógun című regényében, a diktátor Goroda, helyettesíti Nobunaga személyét.
- Rjú Daiszuke alakítja a Nobunagat Kuroszava Akira, Árnyéklovas (Kagemusa) című filmjében és Szorimacsi Takasi a Tosiie to Macu-ban.